# Rachel Unitt
Rachel Elizabeth Unitt (* 5. Mai 1982 in Walsall) ist eine ehemalige englische Fußballspielerin. Die Abwehrspielerin steht beim Birmingham City LFC unter Vertrag und spielt für die englische Nationalmannschaft.

## Karriere
Unitt begann ihre Karriere beim Verein Wolves Women, bevor sie in der Saison 2001/02 für Everton in der FA Women’s Premier League debütierte. Zwischen 2002 und 2004 spielte Unitt für den Fulham LFC, mit dem sie 2003 das Triple aus Meisterschaft, Pokal und Ligapokal gewann. 2004 kehrte Unitt zu Everton zurück und konnte 2008 erneut den Pokalwettbewerb gewinnen. Im Sommer 2005 spielte sie kurzzeitig für das Team der New Jersey Wildcats und gewann die Meisterschaft der nordamerikanischen W-League. Im Dezember 2005 trainierte sie kurz mit Malmö FF, lehnte ein Vertragsangebot des schwedischen Klubs aber ab.
Nach ihrer Rückkehr zum Everton LFC wurde Unitt 2006 zur Fußballerin des Jahres in England gewählt. In der spielfreien Zeit vor der neuen WSL Saison 2011 spielte Unitt für Leeds City Vixens LFC im Premier League Cup. Am Ende der Saison 2011 reichte sie beim Verein ein Transfergesuch ein und Unitt schloss sich nach Verhandlungen im Februar 2012 Birmingham City LFC an.
Am 16. August 2000 debütierte Unitt in einem Spiel gegen Frankreich in der englischen Nationalmannschaft. Sie nahm an den Europameisterschaften 2005 und 2009 sowie der Weltmeisterschaft 2007 teil. An der WM 2011 nahm sie ebenfalls teil. Sie stand in allen vier WM-Spielen in der Startelf und spielte jeweils über die volle Zeit, schied aber mit England im Viertelfinale gegen Frankreich durch Elfmeterschießen aus. Am 31. März 2012 absolvierte sie ihr 100. Länderspiel.
Für das Team GB, das für Großbritannien an den Olympischen Spielen in London teilnahm und in dem überwiegend englische Spielerinnen standen, wurde sie nicht berücksichtigt. Sie ist damit die einzige aktuelle englische Nationalspielerin mit mindestens 100 Länderspielen, die nur für England spielte.